# Marcelino Rodríguez (humorista)
Marcelino Rodríguez (Bogotá, 20 de junio de 1950-Bogotá, 27 de mayo de 2022), conocido como Mandíbula, fue un humorista y actor colombiano, reconocido principalmente por haber sido parte del elenco del programa de televisión Sábados felices durante más de treinta años.

## Biografía

### Primeros años ySábados felices
Nació el 20 de junio de 1950 en Bogotá. Inició su carrera como humorista animando diversas fiestas y celebraciones, oficio que alternaba con el de conductor de taxi. A mediados de la década de 1970 se unió al elenco del programa de humor Sábados felices por recomendación del comediante Óscar Meléndez, realizando su debut en 1977. Obtuvo el sobrenombre de Mandíbula por su similitud con uno de los villanos perteneciente a la serie fílmica de James Bond, interpretado por Richard Kiel.
Permaneció como miembro del elenco del programa hasta 2013, cuando debió retirarse por complicaciones con el mal de alzheimer. Paralelo a su participación en Sábados felices, registró pequeñas apariciones en producciones de cine y televisión como Casados con hijos (2005) y Nos vamos pa'l mundial (2014), así como en el videoclip de la canción Cosita seria de la agrupación Aterciopelados.

### Fallecimiento
Falleció la madrugada del 27 de mayo de 2022, a los 71 años, luego de contraer COVID-19.